# Nicolas Mikhaïlovitch de Russie
Le grand-duc Nicolas Mikhaïlovitch de Russie (en russe : Николай Михайлович Романов), né le 26 avril 1859 à Tsarskoïe Selo et mort le 28 janvier 1919 à Pétrograd, est un grand-duc de Russie de la maison Romanov qui fut spécialiste d'histoire et  homme politique.
Il était Docteur honoris causa d'histoire et de philosophie à l'université de Berlin, docteur honoris causa d'histoire à l'université de Moscou, président de la Société historique impériale (1909), président de la Société de pomologie et président de la Société impériale de géographie (1892) et associé étranger de l'Académie des Sciences morales et politiques de France.

## Famille
C'est le fils du grand-duc Michel Nikolaïevitch et d'Olga Fiodorovna, née princesse Cécile de Bade.

## Biographie
Nicolas Mikhaïlovitch de Russie était appelé par son entourage « Bimbo ». C'était un éminent historien et un homme érudit, profondément libéral et réformiste.

### Enfance et adolescence
En 1862, son père fut nommé vice-roi du Caucase, et Nicolas Mikhaïlovitch s'installa avec ses parents, ses frères et sœurs à Tiflis. Le grand-duc passa son enfance et sa jeunesse en Géorgie, où il reçut une éducation spartiate.
Sa mère, qui était la figure dominante de la famille, faisait observer au sein de la famille une stricte discipline. Nicolas Mikhaïlovitch était son fils préféré, mais elle était stricte et autoritaire. Le jeune grand-duc avait toujours le désir de lui être agréable.
Comme ils avaient grandi dans le Caucase, les enfants du grand-duc Michel avaient une éducation très éloignée de celle de leurs cousins demeurés à Saint-Pétersbourg. Plus tard, ils furent considérés comme plus progressistes et plus libéraux d'esprit que les autres membres de la famille Romanov.
Les fils de Michel Nicolaïevitch de Russie furent éduqués par des précepteurs. Nicolas était un élève doué qui s'intéressait aux arts, à la littérature et à l'architecture, il se passionnait également pour les questions scientifiques. Comme tous les membres masculins de la famille impériale, il fut destiné à une carrière militaire.
En 1877, il commanda un bataillon d'archers caucasiens à Tiflis et combattit à leur tête à la guerre russo-turque de 1877-1878. 
L'expérience de la guerre fut traumatisante pour le grand-duc qui devint pacifiste pour le restant de ses jours.
En 1882, son père fut nommé à la présidence du Conseil d'Empire et la famille revint s'installer à Saint-Pétersbourg. Nicolas Mikhaïlovitch intégra le régiment de la Garde à cheval de Maria Feodorovna, où on  le surnomma « Nicolas Égalité », car il aimait s'adresser aux soldats en les appelant « mes amis ».

### Demandes en mariage refusées
En 1879, le grand-duc Nicolas, en visite à la Cour de son oncle maternel, le grand-duc Frédéric Ier de Bade (1826-1907), s'éprit de sa cousine, la princesse Victoria de Bade. L'Église orthodoxe russe interdisait les mariages entre cousins germains. Malgré cela, le jeune grand-duc de vingt ans demanda à son oncle, Alexandre II, la permission d'épouser la princesse de Bade, menaçant - en vain - dans le cas où il ne pourrait l'épouser, de rester célibataire, mais la princesse de Bade épousa Gustave V de Suède en 1881.
Il tenta donc d'épouser une princesse royale. Il eut de l'intérêt pour la princesse Amélie d'Orléans, fille aînée de Philippe d'Orléans (1838-1894), comte de Paris et de Marie-Isabelle d'Orléans. Le grand-duc demanda la permission à ses parents d'épouser la princesse d'Orléans, mais les Romanov avaient peu de lien avec les Orléans. En outre, la princesse était catholique. Le comte et la comtesse de Paris refusèrent la conversion de leur fille à la religion orthodoxe. Amélie d'Orléans épousa en 1886 Charles Ier de Portugal.
Trop pris par ses affaires, le grand-duc ne se soucia plus de mariage. On était convaincu au sein de la famille impériale de l'existence de plusieurs enfants illégitimes du grand-duc. Dans une lettre de 1910, le grand-duc, à 50 ans, avoue être épris de la princesse Nelly Bariatynskaïa.

### Études scientifiques, recherches historiques, entomologie et pomologie
Nicolas Mikhaïlovitch de Russie avait peu d'attirance pour la vie militaire, ni de talent pour les armes. Il supplia son père de lui permettre d'entrer à l'université, mais le grand-duc Michel s'opposa fermement à cette demande. Pour plaire à son père, le grand-duc entra à l'Académie militaire où il excella dans ses études. Mais à la vie de soldat, il préférait l'étude des papillons et la recherche historique. Après son entrée dans l'armée, il finit par la haïr et fut le seul membre de la famille Romanov à démissionner de l'armée.
Dès sa prime jeunesse, il portait un grand intérêt à la botanique. Il collectionnait les papillons rares, dont il fit don à l'Académie des sciences de Saint-Pétersbourg, et publia dix volumes intitulés Les Discussions sur le Lepidopterea. Il engagea l'entomologiste Hugo Theodor Christoph (1831-1894) pour s'occuper de sa collection. Une autre matière scientifique attirait son attention, la pomologie. Il fut nommé président de la Société russe de pomologie, et développa une nouvelle variété de mandarine sans pépins. Au cours de la Première Guerre mondiale, il publia également un livre sur la chasse, qui démontrait son intérêt scientifique pour les oies et les canards.
Nicolas Mikhaïlovitch de Russie se passionnait aussi pour la recherche historique. Son premier livre intitulé Les Collaborateurs de l'empereur Alexandre Ier, les princes Dolgorouki fut  publié en 1890. Beaucoup d'autres ouvrages suivront, dont cinq volumes de portraits sur la Russie du XVIIIe siècle et du XIXe siècle. Ces livres à dressaient les portraits des personnalités des règnes de Catherine II, de Paul Ier et d'Alexandre Ier. Cette œuvre monumentale comportait aussi des photographies originales de palais, de musées et de galeries d'art. De nos jours, cette œuvre est une source importante d'informations, car un grand nombre d'originaux furent détruits au cours de la Révolution russe et de la guerre.
En 1903, Nicolas Mikhaïlovitch de Russie quitta l'armée pour se consacrer pleinement à ses recherches. Nicolas II accorda au grand-duc l'accès illimité aux archives de la famille impériale et à la bibliothèque. Le grand-duc Nicolas Mikhaïlovitch fut bientôt en mesure de publier plusieurs volumes (plus d'une quinzaine au total), en russe et en français sur le règne d'Alexandre Ier. Cet important travail de recherches lui apporta la reconnaissance des historiens européens. Il enquêta sur la véritable identité du staretz Feodor Kouzmitch, et tenta de découvrir si oui ou non Alexandre Ier se cachait derrière la personnalité du staretz. Dans ses œuvres, le grand-duc ne révélait jamais ses convictions personnelles. Ses proches rapportèrent pourtant ses pensées sur Feodor Kouzmitch. Pour le grand-duc, l'idée pouvait être tout au plus « plausible », mais il trouvait improbable que le staretz Feodor Kouzmitch fût l'empereur Alexandre.
Parmi ses autres ouvrages, on peut citer des documents historiques concernant les rapports d'Alexandre avec Napoléon, et ses liens avec son épouse.
Les travaux universitaires du grand-duc furent admirés par les historiens et les lettrés, mais certains, comme Klioutchevski (1841-1911), ne les appréciaient pas. Plus tard, les savants soviétiques évaluèrent ses œuvres, et il fut le seul membre de la famille impériale à figurer dans la grande Encyclopédie soviétique. Pendant la Première Guerre mondiale, le grand-duc termina sept volumes sur les Relations diplomatiques (études de 1808 à 1812). En 1915, une seconde publication sur Alexandre Ier parut en deux volumes. Nicolas Mikhaïlovitch avait une passion presque enfantine pour les recherches et les nouvelles découvertes, et son enthousiasme n'avait pas de limites. La Société impériale historique demanda au grand-duc d'écrire plusieurs articles pour leur dictionnaire, et il développa alors une nouvelle passion : l'écriture.
Son rang dans la famille impériale lui permettait l'accès à des documents d'archives inaccessibles au public, qu'il avait le privilège de pouvoir emporter chez lui. Il accumula également une vaste bibliothèque dans son palais de Saint-Pétersbourg, et dans son domaine de Borjomi où il aimait travailler en toute quiétude. Son immense fortune lui permettait aussi de se doter d'un certain nombre d'assistants, ce qui était à cette époque un luxe rarement accessible aux historiens. Son aide de camp, Constantin Brummer fut l'un de ses plus précieux collaborateurs dans ses recherches historiques. Présent dès ses premières années dans l'armée, son aide de camp resta jusqu'au bout son ami le plus fidèle.
Au moment où le poste de président de la Société impériale de géographie devint vacant en 1892, Nicolas Mikhaïlovitch de Russie fut investi de cette fonction. Jamais pourtant le grand-duc ne publia d'ouvrages scientifiques concernant cette discipline. Il fut nommé président de la Société historique en 1899, car depuis longtemps déjà le grand-duc était considéré comme un historien de renom. Il tint ses fonctions avec beaucoup de sérieux, sa participation fut très importante, même pendant la première année de la guerre. En 1916, le grand-duc prit part à un comité de planification concernant l'anniversaire de la naissance de l'empereur Alexandre II, dont la célébration était prévue pour avril 1918. En mai 1914, le grand-duc Nicolas Mikhaïlovitch fonda une Commission d'archives, afin de coordonner et de fournir une assistance aux archives historiques locales.
Francophile et francophone, le grand-duc fut élu, en mai 1913, associé étranger de l'Académie des sciences morales et politiques de France.
Le grand-duc Nicolas rassembla une importante collection d'objets historiques, principalement des peintures et des miniatures représentant des personnalités. Il recueillit également des objets d'art français, comme le portrait de Napoléon peint par David. Ce portrait était dans son palais. Lors de la Révolution russe, il le cacha dans le sous-sol du palais, puis, en contrebande, le fit sortir de Russie à destination de la Finlande. Le grand-duc organisa également des expositions artistiques, comme celle de 1905 au célèbre palais de Tauride de Saint-Pétersbourg.
Il a aussi été franc-maçon, appartenant à la loge du Grand-Duc de 1907 à 1917, et il a atteint le 33e et dernier degré du Rite écossais ancien et accepté.

### Physique et personnalité de Nicolas Mikhaïlovitch de Russie

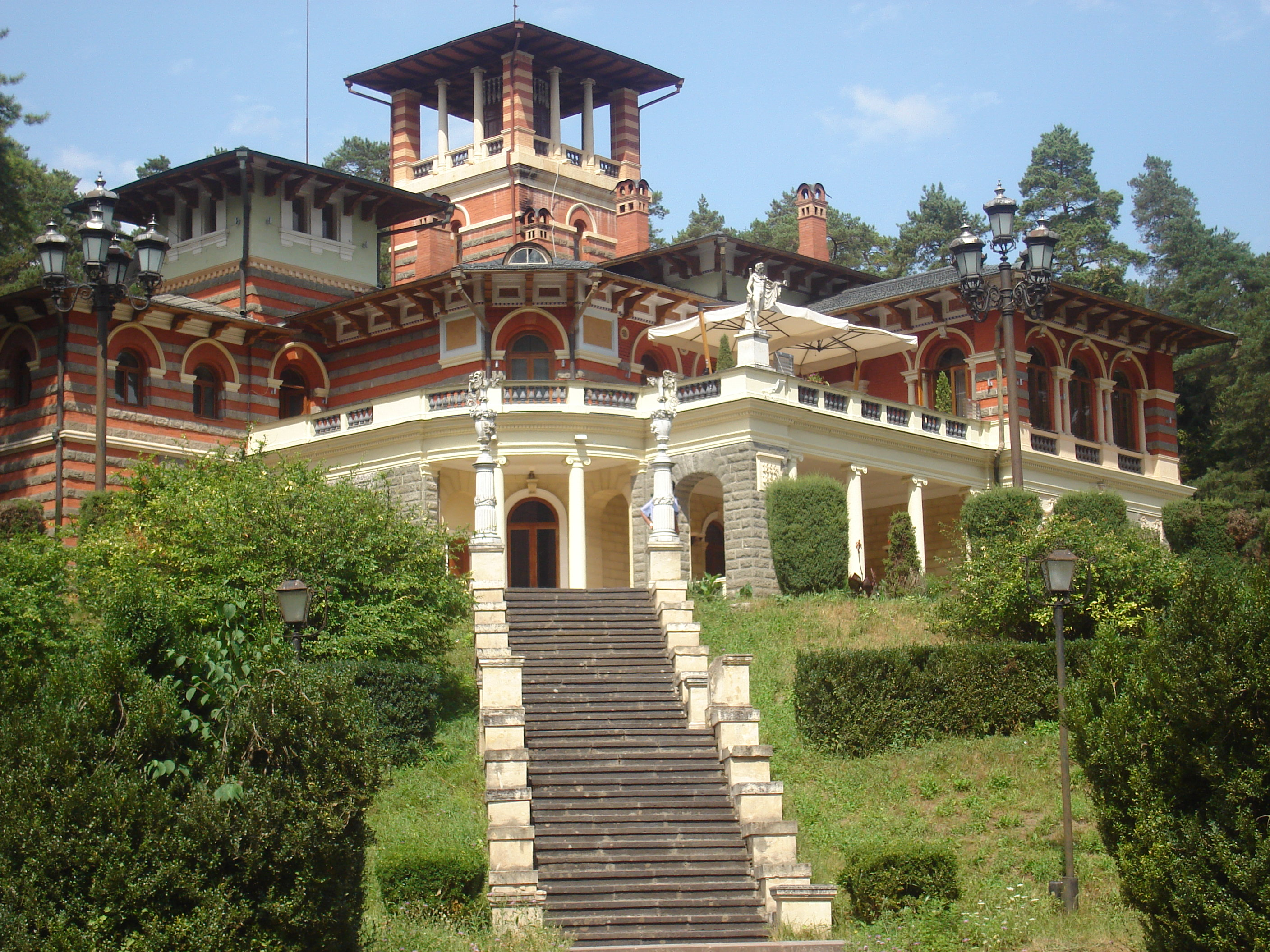
Le palais des Romanov à Likhani commandé par le grand-duc Nicolas Mikhaïlovitch dans les années 1890, aujourd'hui résidence d'été du président de la Géorgie

Nicolas Mikhaïlovitch était un homme de grande taille et de forte corpulence. Ses yeux étaient de couleur foncés, et il portait une barbe triangulaire. Il devint chauve dans sa jeunesse. Bien qu'il ne fût jamais marié, il aimait les enfants. Selon sa nièce, la princesse Nina de Russie, le grand-duc fut le père de plusieurs enfants illégitimes.
Lunatique et excentrique, il était aussi d'un caractère acerbe et cynique. Il possédait également un esprit vif, parfois puéril, et un grand sens de l'humour. Ses facéties et ses blagues amusaient. Compte tenu de ses opinions politiques libérales, il se considérait comme un socialiste. Son caractère ouvert et facile le plaçait sous l'étiquette de « libéral ». Dans son régiment, le grand-duc considérait ses hommes comme ses égaux, et il les appelait « mes amis ». La prétention des classes le troublait et il s'inquiétait surtout à l'idée d'être « au-dessus des hommes ». Ses soldats l'aimèrent profondément et firent l'éloge. Le grand-duc recevait des intellectuels de tous horizons politiques et engageait de longues discussions avec eux.
Sa passion pour l'histoire russe et les papillons, son authentique érudition, son amour et son respect pour la France et ses idées politiques faisaient de lui un Romanov atypique. Son libéralisme ne l'empêcha pas d'écrire à Léon Tolstoï pour protester contre un pamphlet du célèbre écrivain, mettant en cause Nicolas Ier. Le grand-duc Nicolas considérait que les écrits de Tolstoï contre son grand-père étaient injustes et inexacts. Beaucoup le trouvaient excentrique, mais il fut malgré tout très apprécié, y compris des membres de sa famille.
Nicolas Mikhaïlovitch de Russie voyageait beaucoup. Il venait très souvent à Paris et dans le midi de la France où il retrouvait son frère, le grand-duc Michel et sa sœur, la grande-duchesse Anastasia.
Le grand-duc était aussi passionné de jeux d'argent et il perdait de grosses sommes au casino de Monte-Carlo. Il était réputé pour son indiscrétion, dans ses conversations et ses retrouvailles. Il révélait trop d'informations concernant la politique menée par la Russie. À maintes reprises, ses indiscrétions lui causèrent des ennuis. Ardent francophile, il offensa l'Allemagne lors d'une visite à Paris où il exprima ses opinions politiques anti-allemandes, s'ensuivit une protestation diplomatique de la part de l'Allemagne. À son retour en Russie, Alexandre III exila le grand-duc quelques mois à Borjomi.
Au décès de son père survenu le 18 décembre 1909, Nicolas Mikhaïlovitch devint le chef de la quatrième branche de la Maison Romanov. Il hérita de grandes richesses. Son père lui légua tous ses domaines : Borjomi, en Géorgie où il aimait vivre et travailler, Mikhaïlovskoïe à l'extérieur de Saint-Pétersbourg, l'immense palais Michel (aujourd'hui Musée Russe), près de la perspective Nevski à Saint-Pétersbourg, le gigantesque domaine de Grouchevka au sud de l'actuelle Ukraine. Sa résidence principale était le palais Michel qui était si grand que son frère, le grand-duc Serge Mikhaïlovitch utilisait une bicyclette pour se rendre d'un point à un autre du palais.
Nicolas Mikhaïlovitch de Russie était plutôt en bons termes avec le nouvel empereur Nicolas II, mais les idées politiques libérales du grand-duc créèrent des désaccords entre l'impératrice et le grand-duc, la souveraine le considérant plus tard comme son ennemi personnel.
Le grand-duc se laissa peu à peu envahir par le pessimisme, et se préoccupa de plus en plus de la situation politique de la Russie, notamment après la guerre russo-japonaise de 1904-1905, désastreuse pour la Russie qui fut obligée à la capitulation le 20 décembre 1904, après le bombardement par surprise de Port-Arthur le 26 janvier 1904, la destruction de la flotte impériale russe dans la rade de Port-Arthur le 28 juillet 1904, la défaite de la bataille de Liaoyang le 17 août 1904. Pour finir, la Russie dut faire face aux troubles intérieurs de 1905.

### Première Guerre mondiale

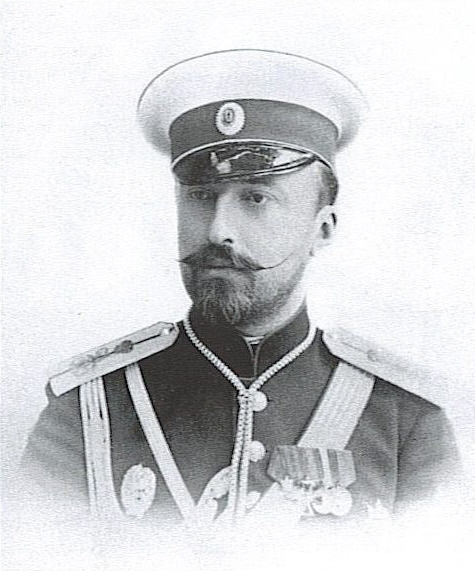
Portrait du grand-duc Nicolas Mikhaïlovitch de Russie

À la déclaration de guerre en 1914, Nicolas Mikhaïlovitch de Russie avait le grade officiel d'adjudant-général, mais c'était une fonction honorifique, car il n'avait effectué aucun service actif depuis des dizaines d'années. Il n'obtint aucun commandement.
Le grand-duc fut envoyé au front du sud-ouest, face aux armées austro-hongroises. Il stationna à Kiev en août 1914. Plus tard, il fut envoyé à Rovno. Il ne participa pas au conflit et fut affecté à la visite des hôpitaux de la ville.
Fin août 1914, en l'espace de quelques jours, 6 000 soldats russes blessés traversèrent Rovno. Le grad-duc fut horrifié à la vue du massacre : « J'ai vu tant de souffrances, tant d'abnégation que mon cœur s'est arrêté, étouffé par l'horrible spectacle de la souffrance humaine » écrivit-il. Quotidiennement il visitait les hôpitaux et « les masses de blessés ». Il occupa ses fonctions de 1914 à 1915. Cependant, cette expérience l'aigrit. « Il y a toutes les raisons de devenir socialiste, après ces massacres » a-t-il dit. Après la défaite russe à la bataille de Tannenberg du 17 août au 2 septembre 1914, le grand-duc prophétisa « De toutes les catastrophes militaires russes un gigantesque soulèvement se devine qui voudrait mettre un terme à beaucoup de monarchies et faire triompher le socialisme international ».
Les opinions de Nicolas Mikhaïlovitch de Russie sur les questions militaires étaient alors aux antipodes de celles de son cousin le grand-duc Nicolas, alors chef suprême des armées impériales.
Depuis le temps où tous les deux faisaient leur carrière militaire, Nicolas Mikhaïlovitch ne ressentait qu'antipathie pour son cousin. À l'époque où régnait en Russie un grand patriotisme, Nicolas Mikhaïlovitch était pacifiste.
En 1914, il se déclara contre la déclaration de guerre. Il critiqua son cousin, le grand-duc Nicolas Nicolaïevitch, à propos de sa stratégie et de sa tactique, et fut particulièrement ému du sacrifice de la Garde impériale et d'une grande partie de l'armée régulière dans la funeste attaque sur la province de Prusse-Orientale en février 1915 où 11 000 prisonniers furent abandonnés sur le champ de bataille par l'armée russe. Nicolas Mikhaïlovitch avait prédit que la Russie ne gagnerait pas la guerre avec seulement une moitié de réservistes et d'appelés mobilisés.
Inquiet sur les différentes actions menées par le gouvernement russe, Nicolas Mikhaïlovitch de Russie adressa une lettre au tsar dans laquelle il lui conseillait de priver son épouse de tout pouvoir, et lui adressa un rapport de seize pages décrivant les différents méfaits du premier ministre Boris Stürmer (1848-1917). Horrifié par les actions menées par le gouvernement de cette époque, le grand-duc dénonçait publiquement leurs agissements. Après tant de critiques, Nicolas II finit par perdre patience et exila le grand-duc dans ses domaines.
Nicolas Mikhaïlovitch de Russie ne retourna à Saint-Pétersbourg - rebaptisé Petrograd - qu'après le 2 mars 1917, date de l'abdication de Nicolas II. Le grand-duc espérait peu du gouvernement provisoire d'Alexandre Kerenski, il avait le sentiment que seul un miracle pouvait sauver la Russie.

### Révolution russe
Après la révolution d'Octobre 1917, les Bolcheviks ne causèrent aucun ennui au grand-duc Nicolas. À cette époque, comme beaucoup de membres de sa famille, le grand-duc demeurait à Petrograd, pensant que le pouvoir en place ne durerait pas. Pendant un moment, le grand-duc eut quelques hésitations à fuir via la Finlande au Danemark, où sa nièce était reine. Cette hésitation lui coûta la vie. En janvier 1918, les Bolcheviks occupèrent son palais. Il fut tout d'abord autorisé à vivre dans certaines pièces, mais il en fut bientôt expulsé.

### Captivité
En février 1918, tous les membres de la famille impériale résidant à Petrograd reçurent l'ordre de s'inscrire aux bureaux de la Tcheka. La police secrète bolchévique décida d'envoyer les membres de la famille Romanov en exil à l'intérieur de la Russie. Nicolas Mikhaïlovitch de Russie fut envoyé à Vologda, ville du nord de la Russie. Le 30 mars 1918, le grand-duc monta dans le train et partit vers son tragique destin accompagné de son cuisinier et de son ami proche et fidèle assistant, Constantin Brummer. Le grand-duc et Constantin Brummer logèrent dans une maison avec un jeune ménage.
Au début, le grand-duc pouvait se déplacer librement dans les alentours de la ville. Son frère, le grand-duc Georges et son cousin le grand-duc Dimitri étaient également exilés à Vologda, et ils se rencontraient fréquemment. Ils étaient autorisés à faire selon leur bon plaisir à la seule condition de rester aux environs de la ville. Le grand-duc occupait son temps à la lecture.
Le matin du 14 juillet 1918, deux jours avant l'assassinat de Nicolas II et de sa famille, une voiture transportant quatre hommes armés arriva. Ceux-ci ordonnèrent aux grands-ducs de les suivre. Ils furent emmenés et emprisonnés dans un petit village où ils pourraient être plus aisément surveillés. Constantin Brummer ne fut pas autorisé à les accompagner.
La cellule du grand-duc Nicolas Mikhaïlovitch était une grande chambre dont les fenêtres donnaient sur la cour, avec un lit de camp. Il était bien traité par ses geôliers. Le gouvernement français tenta d'intercéder en faveur du grand-duc qui était membre de l'Académie française. Constantin Brummer, son fidèle assistant, tenta également d'obtenir sa libération et lui rendit visite en prison. Le 20 juillet 1918, Constantin Brummer informa les grands-ducs des rumeurs d'assassinat du tsar et de sa famille. Le lendemain matin, tous les prisonniers furent transférés de Vologda à Petrograd. Dans l'ancienne capitale impériale, ils furent immédiatement incarcérés avec d'autres détenus au siège de la Tcheka.
Nicolas Mikhaïlovitch fut longuement interrogé à son arrivée par le chef de la Tcheka de Petrograd, Moïsseï Ouritsky (1873-1918). Les prisonniers furent photographiés puis incarcérés à la prison de Kresty. Peu après, ils furent transférés à la prison de Spalernaïa où ils restèrent pendant presque toute la durée de leur captivité.
Chacun y disposait de sa cellule, avec pour seul mobilier un lit de fer. Leurs gardiens, tous des soldats, les traitèrent bien. Après plusieurs jours de captivité, les prisonniers furent autorisés à se rassembler dans la cour, et obtinrent la permission de faire venir de l'extérieur du linge propre et des cigarettes. Leur journée commençait à sept heures, réveillés par les pas de leurs geôliers résonant dans le hall et le cliquetis des clefs dans la serrure de la porte.
Le déjeuner était servi à midi, composé d'eau chaude avec un peu d'arêtes de poisson et de pain noir. Malgré l'approche de l'hiver, les feux étaient allumés dans les cellules à 19 heures, de la tombée de la nuit à l'allumage des feux, les prisonniers demeuraient dans l'obscurité. Le rassemblement des grands-ducs dans la cour permettait d'échanger quelques mots, pendant trente à quarante minutes deux fois par jour.
Constantin Brummer suivit son ami le grand-duc Nicolas à Petrograd et lui rendit visite à la prison de Spalernaïa. Le secrétaire de l'ambassade de France aussi se préoccupait du bien-être du grand-duc. Certains parents des grands-ducs firent des efforts pour obtenir  auprès de Lénine, avec l'aide de Maxime Gorki, la libération de Nicolas Mikhaïlovitch. Maxime Gorki obtint finalement la signature de Lénine pour la libération des grands-ducs et fut impatient de revenir à Petrograd afin de les faire libérer. En vain car bientôt la famille impériale était fusillée.
Constantin Brummer entendit des rumeurs à propos de la condamnation à mort de Nicolas Mikhaïlovitch de Russie. Il apprit l'assassinat du grand-duc quelques années plus tard. Les exécutions des quatre Grands-ducs auraient été décidées par Grigori Zinoviev, alors Président du soviet de Pétrograd, en représailles aux exécutions en Allemagne des révolutionnaires spartakistes, Karl Liebknecht et Rosa Luxemburg, le 15 janvier .

### Exécution
Ce fut à 23 heures 20 dans la nuit du 27 janvier au 28 janvier 1919, que les gardes réveillèrent le grand-duc Nicolas, son frère Georges et son cousin le grand-duc Dimitri Constantinovitch, pour un nouveau déplacement. Les grands-ducs crurent tout d'abord à un transfert à Moscou. Le grand-duc Nicolas pensa même à une remise en liberté, mais son frère comprit qu'ils se dirigeaient vers un lieu d'exécution. Ils ne possédaient aucun indice sur leur devenir, quand, au moment du départ, ils reçurent l'ordre de laisser leurs bagages.
Le grand-duc, n'emportant que son chat, monta dans un camion où déjà quatre criminels de droit commun et six gardes rouges avaient pris place.
À 1 heure 20, ils quittèrent la prison de Spalernaïa et roulèrent vers le fleuve par le Champ de Mars. Le camion cala et le conducteur tenta de remettre le moteur en marche. Pendant ce laps de temps, un  des condamnés de droit commun tenta de s'enfuir, mais il fut abattu d'une balle dans le dos. Finalement le camion repartit et se dirigea vers la forteresse Saint-Pierre-et-Saint-Paul. Les prisonniers furent extirpés du véhicule et poussés vers le bastion  Troubetskoy, où les condamnés reçurent l'ordre de retirer leurs chemises et leurs manteaux, malgré une température avoisinant les moins dix degrés. Les grands-ducs n'eurent plus aucun doute sur leur sort, ils s'embrassèrent une dernière fois.
Des militaires transportant une personne sur un brancard se présentèrent alors. Nicolas Mikhaïlovitch reconnut son cousin, le grand-duc Paul. Chaque grand-duc fut encadré par deux soldats le tenant chacun par un bras, qui les conduisirent vers une fosse creusée dans la cour. Ils passèrent près de la cathédrale dans laquelle reposaient leurs ancêtres. Les prisonniers furent alignés devant la fosse dans laquelle gisaient déjà treize cadavres. Nicolas Mikhaïlovitch portait son chat dans les bras, qu'il remit à un soldat en lui demandant de s'occuper de lui. Les grands-ducs regardèrent avec courage la mort en face, Georges et Dimitri prièrent en silence. Le grand-duc Paul, très malade, fut fusillé sur sa civière. Les trois grands-ducs furent tués par la même salve.

### Inhumation
Le grand-duc Nicolas fut inhumé en secret avec son frère et son cousin sous une dalle de béton aux environs de la forteresse Saint-Pierre et Paul. Ce lieu reste à ce jour inconnu. Leurs dépouilles ne furent jamais retrouvées.

## Réhabilitation
Le 8 juin 2009, la grand-duc Nicolas Mikhaïlovitch de Russie fut réhabilité à titre posthume.

## Citation du grand-duc Nicolas Mikhaïlovitch
Le grand-duc Nicolas aurait pressenti sa propre mort : « Par une nuit sombre et humide, à quelques pas des lourds cercueils de mes ancêtres »

## Le grand-duc Nicolaï Mikhaïlovitch et Philippe Égalité
Comme il était franc-maçon, la famille impériale le surnommait « Nicolas Égalité » en référence au duc Louis Philippe d'Orléans dit Philippe Égalité. Ce ne fut pas la seule similitude entre les deux hommes. Le duc d'Orléans fut guillotiné le 6 novembre 1793, pendant la Révolution française. Le grand-duc Nicolas fut exécuté le 28 janvier 1919, pendant la révolution russe. Une autre similitude entre ces deux libéraux est soulignée par Maurice Paléologue dans ses Mémoires, car le grand-duc Nicolas fut exilé le 2 janvier 1917 dans son domaine de Géorgie, comme le duc d'Orléans le fut par Louis XVI le 19 novembre 1787, après avoir protesté contre les édits bursaux.

## Les restes du grand-duc Nikolaï Mikhaïlovitch de Russie peut-être retrouvés
En 2007, au cours de travaux entrepris dans l'enceinte de la forteresse Pierre-et-Paul, le hasard a permis de mettre au jour des ossements humains. Encouragé par cette découverte, l'archéologue russe, Vladimir Kildiouchevski dirigeant les fouilles a déclaré : « Selon des témoignages sûrs, quatre grands-ducs Romanov ont été exécutés en 1919 dans la forteresse Pierre-et-Paul. Les restes de Georgui Mikahïlovitch, Nikolaï Mikhaïlovitch, et Pavel Alexandrovitch se trouvent probablement parmi ceux que nous avons trouvés ».www.tdg.ch L'archéologue mandaté par le musée d'Histoire de la ville de Saint-Pétersbourg déclare : « Aujourd'hui nous essayons de déterminer qui exactement a été exécuté ici et il faut continuer les recherches ». Toutefois, l'archéologue russe émet des regrets concernant ces fouilles, car, faute de moyens, celles-ci sont actuellement interrompues.

## Généalogie
Nicolas Mikhaïlovitch de Russie appartient à la quatrième branche issue de la première branche de la Maison d'Oldenbourg-Russie (Maison Holstein-Gottorp-Romanov), elle-même issue de la première branche de la Maison de Holstein-Gottorp. Ces trois branches sont toutes issues de la première lignée de la Maison d'Oldenbourg.

## Œuvres
- Les Collaborateurs de l'empereur Alexandre Ier, les princes Dolgorouki (1890)
- Correspondance de l'empereur Alexandre Ier avec sa sœur la grande-duchesse Catherine, princesse d'Oldenbourg puis de Wurtemberg (1910) (OCLC 19119148)
- L'Empereur Alexandre Ier (Essai d'études historiques (1912) (OCLC 2027939)
- Les Rapports diplomatiques de Letzelterm, ministre d'Autriche, à la Cour de Russie (1913)
- Quelques observations sur les lépidoptères de la partie du haut-plateau arménien, comprise entre Alexandropol, Kars et Erzerum (1879)
- Les Lépidoptères de la Transcaucasie (1re partie),
- Mémoires sur les lépidoptères (1884)
- Notes biographiques sur le prince Alexandre Mikhaïlovitch Belosselsky-Belozersky (1909), (volume appartenant aux Portraits sur la Russie du XVIIIe siècle et XIXe siècle)
- Notes biographiques sur le prince Ivan Tuflakine (1909), (volume appartenant aux Portraits sur la Russie du XVIIIe siècle et XIXe siècle)

## Source
- (en) Cet article est partiellement ou en totalité issu de l’article de Wikipédia en anglais intitulé « Grand Duke Nicholas Mikhailovich of Russia » (voir la liste des auteurs).